# Hedučani
Hedučani ali Hedui (latinsko Haedui, grško Αἰδούοι, latinizirano: Aidoúoi) so bili galsko ljudstvo iz Lugdunske Galije, ki je bilo naseljeno med rekama Arar (Saona) in Liger (Loara) v sedanji Franciji. Njihovo ozemlje je obsegalo večji del sedanjih departmajev  Saône-et-Loire, Côte-d'Or in Nièvre.

## Geografija
Ozemlje Hedučanov je bilo določeno iz zapisov antičnih piscev. Zahodna meja njihovega ozemlja je bila gornja Loara, ki jih je ločevala od Biturigov. Vzhodno mejo je tvorila reka Saona, ki jih je ločevala od Sekvanov.  Na ozemlju okoli izliva Doubse v  Saono in slednje v Rono Sekvani niso prebivali, ker so ga po Cezajevem pisanju po prehodu med Jurskim pogorjem in Rono, stalno ropali Helveti. Cezarjev opis pojasnjuje Strabonovo navidezno protislovje, ki pravi, da so Hedučani živeli med Saono in Doubso, in da so Sekvani prebivali na vzhodnem bregu Saone. Obe Strabonovi trditvi sta točni.

## Zgodovina
Livij pravi, da so Hedučani sodelovali v Belovezovem pohodu v Italijo v 6. stoletju pr. n. št.
V obdobju pred Cezarjem so se pridružili Rimljanom in bili zato  nagrajeni s častnim naslovom   "bratje in krvni sorodniki rimskega ljudstva".  Ko so njihovi dedni sovražniki Sekvani s pomočjo germanskega poglavarja Ariovista porazili in poklali Hedučane v bitki pri Magetobrigi, so Hedučani v Rim poslali druida Diviciaka, naj v senatu prosi za pomoč. Njegov poskus ni bil uspešen.
Cezar je ob svojem prihodu v Galijo leta 58 pr. n. št. obnovil njihovo neodvisnost, vendar so se Hedučani kljub temu pridružili galski koaliciji proti Cezarju.  Po Vercingetoriksovi predaji po bitki pri Aleziji so se z veseljem vrnili pod okrilje svojih fevdalnih gospodarjev.
Cesar Avgust  je razdejal njihovo prestolnico Bibracte na  Mont Beuvray in jo nadomestil z novim mestom, ki je imelo pol latinsko pol galsko ime Augustodunum (sedanji Autun).
Med vladavino cesarja Tiberija so se Hedučani po vodstvom Julija Sakrovirja leta 21 uprli in zasedli Augustodunum, vendar je Gaj Silij upor hitro zatrl.
Hedučani so bili prvo galsko pleme, ki je od cesarja Klavdija dobilo naslov ius honorum. 
Evmenijev govor iz 3. stoletja, v katerem prosi za obnovo šol v rodnem Avgustodunumu, kaže na zapostavljenost hedučanskega ozemlja. 
V Cezarjevem obdobju so Hedučani vsako leto volili vrhovnega sodnika. Imenoval se je vergobret, po Mommsenovem mnenju pomeni sodni delavec (ali uslužbenec). Imel je pooblastila, da odloča o življenju in smrti, vendar samo znotraj hedučanskih meja. 
Hedučani so velik del upravne prakse, na primer volitve sodnikov in drugih uradnikov, morda prevzeli od Rimljanov, morda pa je bila posledica naravnega razvoja njihovega političnega sistema. Domneva se, da so svoje vodje volili tudi Remi in Bajokasi. 